# Orlando Geisel

General Orlando Geisel

Orlando Geisel (* 5. September 1905 in Estrela, Rio Grande do Sul; † 30. Mai 1979 in Brasília) war ein brasilianischer General und Politiker, der unter anderem 1966 Kommandeur der III. Armee, zwischen 1966 und 1968 Chef des Stabes des Heeres, von 1968 bis 1969 Chef des Generalstabes der Streitkräfte sowie von 1969 bis 1974 Heeresminister war.

## Leben

### Militärische Ausbildung und Verwendungen als Offizier
Orlando Geisel war ein Sohn von Augusto Guilherme Geisel und dessen Ehefrau Lídia Beckmann Geisel sowie der ältere Bruder von Ernesto Geisel, der zwischen 1974 und 1979 Staatspräsident Brasiliens war. Nach dem Besuch des Colégio Militar in Porto Alegre begann er im Februar 1923 seine Offiziersausbildung an der Escola Militar do Realengo in Rio de Janeiro und wurde nach deren Abschluss im Dezember 1925 als Leutnant in die Artillerietruppe übernommen. Im Januar 1928 wurde er zum Oberleutnant befördert und nahm als Chef einer Batterie in der Garnison Cachoeira do Sul an der Revolution im Oktober 1930 teil. Nach dem Amtsantritt von Getúlio Vargas war er von August bis Oktober 1931 stellvertretender Kommandeur des 6. Festungsartillerieregiments in Cruz Alta und danach zwischen November 1931 und Januar 1932 stellvertretender Kommandeur der in Bajé stationierten 3. Eigenständigen Artilleriegruppe. Im Juli 1932 nahm er am Kampf der Revolução Constitucionalista de São Paulo teil und wurde danach wieder stellvertretender Kommandeur der 3. Eigenständigen Artilleriegruppe, wo er im Februar 1933 zum Hauptmann befördert wurde.
Im Anschluss war Geisel zwischen Februar 1938 und November 1940 stellvertretender Instrukteur und danach Instrukteur an der Generalstabsschule (Escola de Estado-Maior). Er wurde im Dezember 1941 zum Major sowie im März 1945 zum Oberstleutnant befördert und übernahm im Mai 1946 den Posten als Kommandeur der 1. Haubitzengruppe 155, den er bis Juni 1947 innehatte. Danach war er zwischen Juni 1947 und Dezember 1949 stellvertretender Chef der Sektion 3 des Generalstabes der Streitkräfte. Daraufhin wurde er stellvertretender Militärattaché an der Botschaft in den USA und absolvierte danach ab Februar 1950 einen Generalstabs- und Kommandeurslehrgang in den USA, wo er im Januar 1952 seine Beförderung zum Oberst erhielt. Nach seiner Rückkehr war er zwischen April und Dezember 1952 Kabinettschef der Direktion für Automatisierung und anschließend von 1953 bis 1955 Direktor der Lehrgruppe der Generalstabsschule, ehe er im Januar 1956 Kommandeur der 1. Automatischen Kanonengruppe wurde.

### Aufstieg zum General und Chef des Generalstabes
Orlando Geisel war daraufhin von 1956 bis 1957 stellvertretender Kommandant und kommissarischer Kommandant der Kommando- und Stabsschule des Heeres ECEME (Escola de Comando e Estado-Maior do Exército) und wurde im Oktober 1957 ins Finanzministerium abgeordnet, wo er im April 1958 zum Brigadegeneral befördert wurde. Im Juli 1959 wurde er Chef des Stabes der in Rio de Janeiro stationierten 1. Armee, deren Befehlshaber Marschall Odylio Denys war. Im Februar 1960 wurde er Kabinettschef von Marschall Odylio Denys, der nunmehr das Amt des Kriegsministers (Ministro da Guerra) übernommen hatte. Diesen Posten bekleidete er bis September 1961 auch unter dem neuen Kriegsminister João de Segadas Viana, der dieses Amt im Januar 1961 übernommen hatte. Im März 1964 erhielt er seine Beförderung zum Generalmajor (General de divisão) und übernahm im April 1964 die Funktion als Kommandeur der 1. Infanteriedivision (1ª Divisão de Infantaria), die in Vila Militar bei Rio de Janeiro stationiert war. Er war zudem Vorsitzender der Sonderkommission für die Heeresreform sowie im Mai 1964 Kommandant der 1. Militärregion (1.ª Região Militar), wo er im November 1965 seine Beförderung zum General (General de exército) bekam.
Nachdem Geisel als Nachfolger von General Rafael de Sousa Aguiar von November 1965 bis zu seiner Ablösung durch General Hugo Panasco Alvim im Mai 1966 Chef der Abteilung für allgemeine Personalangelegenheiten des Heeres war, löste er im Mai 1966 General Joaquim Justino Alves Bastos als Kommandeur der III. Armee (III Exército) ab. Diese Position bekleidete er bis zu seiner Ablösung durch General Álvaro Alves da Silva Braga im November 1966. Er selbst wiederum löste General Décio Escobar als Chef des Stabes des Heeres (Chefe do Estado-Maior do Exército) ab und bekleidete diesen Posten bis März 1968, woraufhin General Adalberto Pereira da Costa sein Nachfolger wurde. Danach übernahm er im März 1968 vom General der Luftwaffe (Tenente-brigadeiro) Nélson Freire Lavanére-Wanderley den Posten als Chef des Generalstabes der Streitkräfte EMFA (Ministros-chefe do Estado-Maior das Forças Armada)
Nachdem sich im August 1969 abzeichnete, dass Staatspräsident Artur da Costa e Silva aus gesundheitlichen Gründen nicht weiter regieren konnte, nahm er an den Treffen von Militärvertretern teil, die beschlossen, dass eine Militärjunta unter Kriegsminister Aurélio de Lira Tavares, Luftfahrtminister Márcio de Souza Mello und Marineminister Augusto Hamann Rademaker Grünewald am 31. August 1969 kommissarisch die Amtsgeschäfte des Präsidenten übernehmen sollte und Vizepräsident Pedro Aleixo als verfassungsmäßiger Nachfolger abgesetzt wurde. 

### Heeresminister 1969 bis 1974

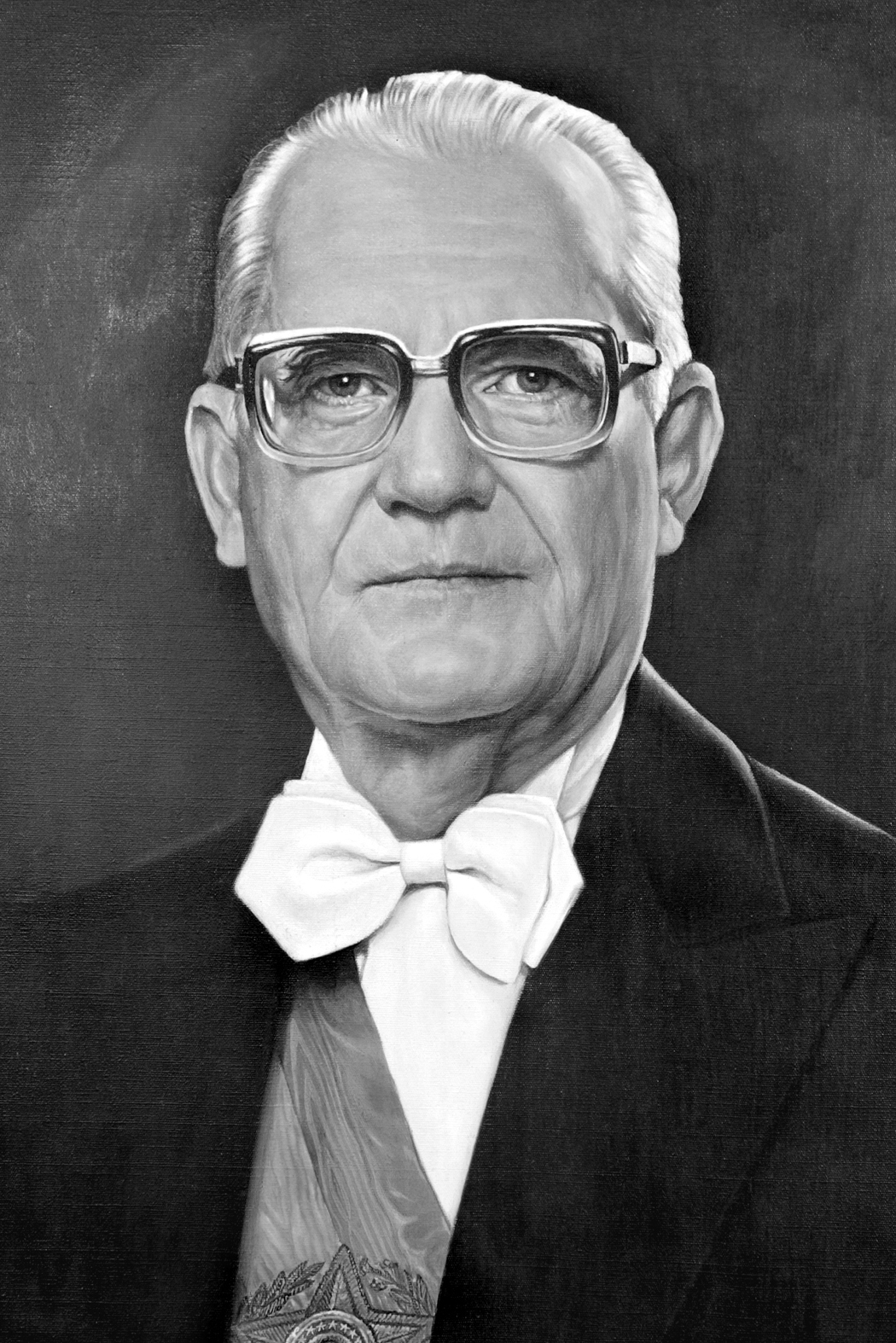
Orlando Geisels jüngerer Bruder Ernesto Geisel war zwischen 1974 und 1979 Staatspräsident Brasiliens

Nachdem Emílio Garrastazu Médici am 30. Oktober 1969 das Amt des Staatspräsidenten angetreten hatte, wurde Geisel als Chef des Generalstabes der Streitkräfte von Admiral (Almirante-de-esquadra) Murillo Vasco do Valle e Silva abgelöst. Er selbst wiederum löste Aurélio de Lira Tavares am 3. November 1969 als Heeresminister (Ministro do Exército) ab und hatte dieses Amt bis zum Ende von Medicis Amtszeit am 15. März 1974 inne. Als daraufhin sein jüngerer Bruder Ernesto Geisel neuer Staatspräsident wurde, übernahm General Vicente de Paulo Dale Coutinho das Amt des Heeresministers.
Trotz seines Ausscheidens aus dem aktiven Militärdienst hatte Orlando Geisel maßgeblichen Einfluss auf Personalentscheidungen während der Präsidentschaft seines Bruders. Nach der Ermordung des Journalisten Vladimir Herzog am 25. Oktober 1975 und des Arbeiters Manuel Fiel Filho am 17. Januar 1976 durch Mitarbeiter der Abteilung für innere Operationen des Zentrums für Operationen zur inneren Verteidigung DOI-CODI (Destacamento de Operações de Informação - Centro de Operações de Defesa Interna) der II. Armee trug er dazu bei, dass der Kommandeur der II. Armee General Ednardo Dávila Melo durch Dilermando Gomes Monteiro abgelöst und in Reserve versetzt wurde, nachdem dieser eine Verwendung in der Abteilung für Bildung und Forschung des Heeres abgelehnt hatte. Zum anderen hatte er Anteil an der Entlassung von Heeresminister Sílvio Frota im Oktober 1977.
Er war mit Alzira Torres Geisel verheiratet und Vater zweier Kinder.